# Mephisto-Walzer
Die Mephisto-Walzer sind vier virtuose Stücke für Klavier solo von Franz Liszt. Besondere Berühmtheit erlangte das erste, das regelmäßig im Konzert gespielt und gemeinhin der „Mephisto-Walzer“ genannt wird. Die Mephisto-Walzer sind durch ihre diabolische Atmosphäre gut zu erkennen.
- Der Mephisto-Walzer Nr. 1 wurde in den Jahren 1856–1861 geschrieben und ist Carl Tausig gewidmet (Liszts Lieblingsklavierschüler, der bereits 1870 29-jährig starb). Liszt verwendet den Walzer später (1857–1861) unter dem Titel Der Tanz in der Dorfschenke als zweiten Satz in seinem Orchesterwerk Zwei Episoden aus Lenaus Faust. Er stellt eine Episode um Faust dar, wie sie in der Version von Nikolaus Lenau beschrieben ist (in seinen anderen Faust-Stücken orientiert sich Liszt an Goethes Faust). Faust und Mephisto betreten eine Dorfschenke, wo gerade eine Hochzeitsfeier stattfindet. Mephisto nimmt sich die Geige eines Bauern, stimmt sie (was durch die sich aufhäufenden Quinten am Anfang dargestellt ist) und spielt alsdann einen wilden Tanz. Nach einmaliger Wiederholung folgt ein langsamer Zwischenteil mit einem neuen Thema: Faust versucht, eine Frau zu verführen und nach einigem Werben verzieht er sich mit ihr in den Wald. Der Gesang einer Nachtigall erklingt, und die Musik strömt zunehmend mitreißender einem Höhepunkt zu, in dem viele die erste Darstellung eines Orgasmus in klassischer Musik sehen: Faust verbringt eine leidenschaftliche Nacht mit der Frau.
- Der Mephisto-Walzer Nr. 2 (1878–1881) folgte dem ersten knapp zwanzig Jahre später nach und benutzt – ähnlich wie der erste Walzer – eine fortgeschrittene Tonsprache. Wiederum orchestrierte Liszt das Stück (1880–1881), nachdem die Soloversion fertiggestellt war. Es ist Camille Saint-Saëns gewidmet.
- Mephisto-Walzer Nr. 3 treibt die harmonischen Experimente noch weiter. 1883 komponiert finden sich hier auf Quarten aufgebaute Akkorde und mehrere ominöse Passagen aus absteigenden Moll-Dreiklängen, deren Grundtöne einen Halbton auseinanderliegen. Dadurch gehört das Stück zu Liszts spätem, experimentellen Stil (während Nr. 2 noch den Weg dahin markiert). Liszt scheint eine Orchesterversion geplant zu haben, konnte sie aber möglicherweise aus gesundheitlichen Gründen nicht herstellen. Dieser Walzer ist der Pianistin und Komponistin Marie Jaëll gewidmet[1]. 1883 entstand eine Fassung für Klavier zu vier Händen und es scheint eine Orchesterfassung von Alfred Reisenauer gegeben zu haben. Die Partitur einer unvollständigen Orchesterfassung fand sich jedenfalls in einem Teilnachlass Alfred Reisenauers; sie wurde von Kirill Karabits vervollständigt und am 12. Juni 2022 von der Staatskapelle Weimar uraufgeführt.
- Der Mephisto-Walzer Nr. 4 blieb unvollendet. Liszt arbeitete 1885 an dem Stück. 1956 erschien eine Version, bei der Passagen in den Eckteilen hinzugefügt und der unvollständige langsame Mittelteil ausgelassen wurden. Leslie Howard vervollständigte den Mittelteil 1978 auf Grundlage von Liszts Manuskripten mit einem Minimum an Ergänzungen und nahm ihn in seine Gesamtaufnahme des Liszt'schen Solowerks für Klavier auf.
- Die Bagatelle ohne Tonart (Bagatelle sans tonalité) von 1885 trug zwischenzeitlich den Titel Vierter Mephisto Walzer (ohne Tonart).
- Liszt schrieb auch eine Mephisto-Polka (1882–1883), die aber nicht im Zusammenhang der Walzer steht.

## Hörbeispiel „Mephisto-Walzer Nr. 1“
| Mephisto-Walzer Nr. 1 |